# Rabbi (fiume)
Il Rabbi (dal latino Rapidus) è un fiume italiano, noto anche come Acquaviva, che nasce in Toscana (provincia di Firenze) ma scorre quasi interamente in Romagna (provincia di Forlì-Cesena).

## Percorso
Nasce alle pendici del monte Falco nella zona di Piancancelli in località Pian delle Fontanelle, a 1.200 m s.l.m. circa; poco prima dell'abitato di Premilcuore il fiume forma alcune cascate di notevole importanza paesaggistica e naturalistica, la più famosa delle quali ha creato nel corso del tempo la cosiddetta "Grotta Urlante", presso l'abitato di Giumella. Dopo aver attraversato Premilcuore, San Zeno e Predappio con un percorso di 63 km, sfocia nel fiume Montone, appena entrato nei quartieri sud-occidentali della città di Forlì.
Un tempo il fiume aveva una diramazione che passava sotto l'odierno corso Armando Diaz di Forlì, e sotto l'attuale piazza Aurelio Saffi formava un laghetto. Con il passare del tempo fu chiusa. Ancor oggi presso l'abitato di San Lorenzo (comune di Forlì) vi è una chiusa sul fiume ('Chiusa di Calanco'), dalla quale nasce un canale artificiale (Canale di Ravaldino) che attraversa buona parte del confine della città di Forlì. Oggi è in buona parte interrato, ma è ancora visibile in Viale dell'Appennino e vi si trovano alcune tracce nel centro storico della città (nonostante non sia qui più visibile poiché interamente interrato).

## Galleria d'immagini

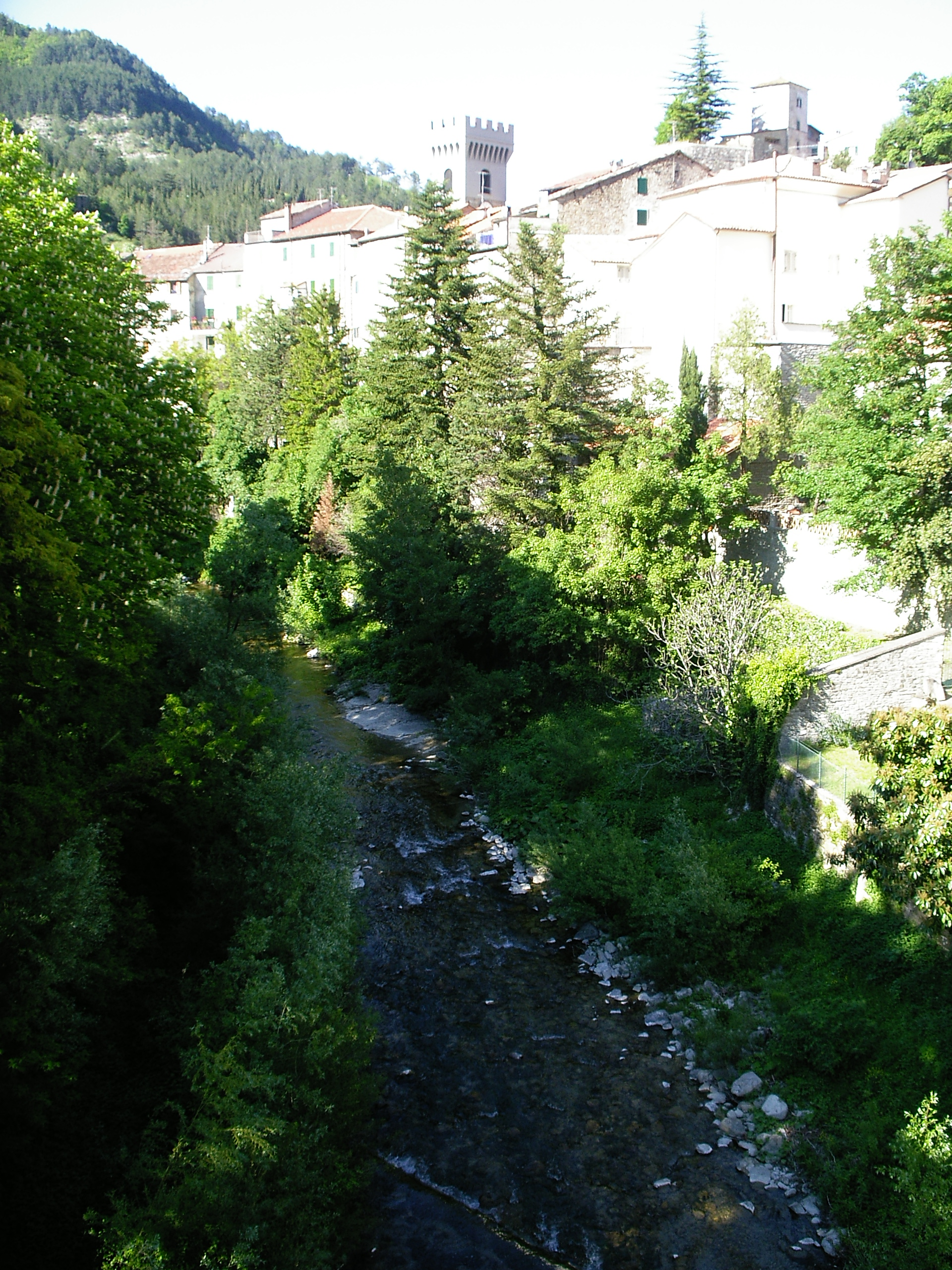
Il Rabbi, sullo sfondo Premilcuore
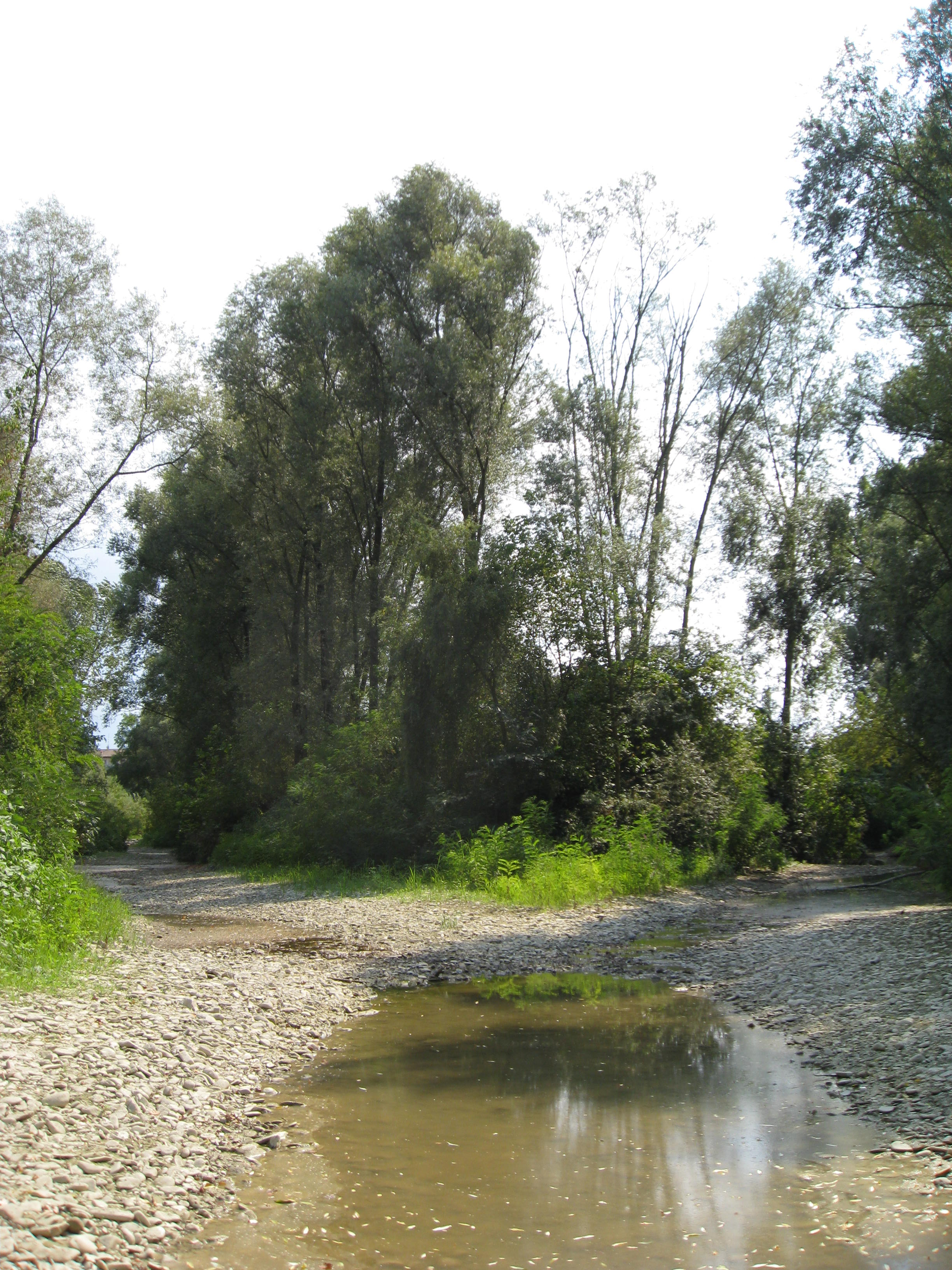
Confluenza del Rabbi (a sinistra) nel Montone (a destra)
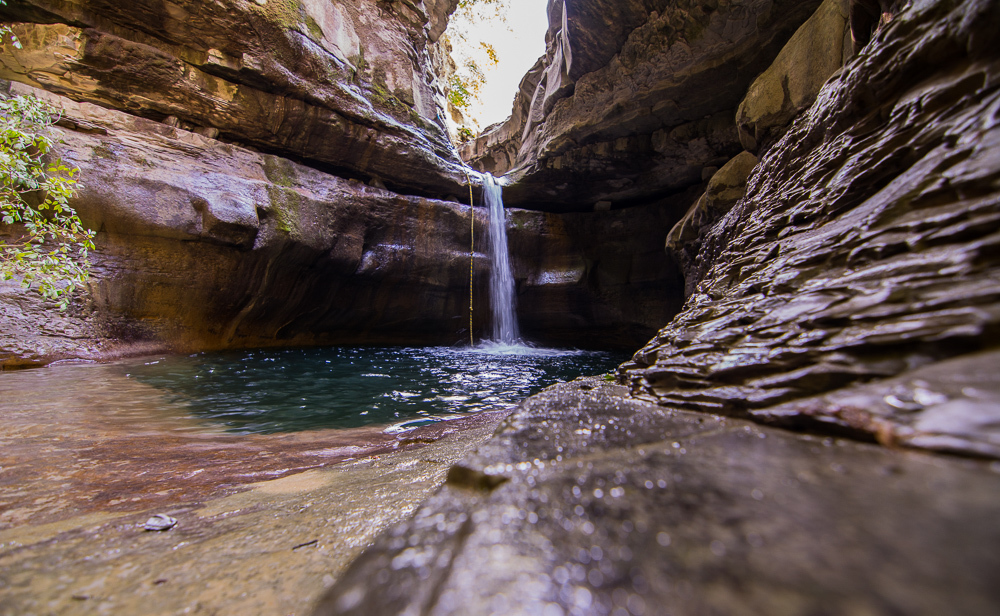
Cascata della Grotta Urlante